# Episodi di Top Boy (seconda stagione)
La seconda stagione della serie televisiva Top Boy, composta da 4 episodi, è stata trasmessa nel Regno Unito su Channel 4 dal 20 agosto al 10 settembre 2013.
In Italia, la stagione è stata distribuita su Netflix il 29 aprile 2017, in versione originale sottotitolata.
| n° | Titolo originale | Titolo italiano | Prima TV UK       | Pubblicazione Italia |
| -- | ---------------- | --------------- | ----------------- | -------------------- |
| 1  | Episode 1        | Episodio 1      | 20 agosto 2013    | 29 aprile 2017       |
| 2  | Episode 2        | Episodio 2      | 27 agosto 2013    | 29 aprile 2017       |
| 3  | Episode 3        | Episodio 3      | 3 settembre 2013  | 29 aprile 2017       |
| 4  | Episode 4        | Episodio 4      | 10 settembre 2013 | 29 aprile 2017       |

## Episodio 1
- Titolo originale: Episode 1
- Diretto da: Jonathan van Tulleken
- Scritto da: Ronan Bennett

### Trama
Dopo che la polizia ha scoperto un cadavere, Dushane deve affrontare le ripercussioni, mentre cerca anche di stare davanti al suo nuovo rivale, il suo amico di una volta, Sully. La madre di Ra'Nell cerca di ricostruirsi la vita, mentre Gem chiede aiuto a Ra'Nell.

## Episodio 2
- Titolo originale: Episode 2
- Diretto da: Jonathan van Tulleken
- Scritto da: Ronan Bennett

### Trama
Durante la visita al ferito Joe, Dushane scopre chi ha rubato la droga. Nel frattempo, Mike e Sully falliscono e un testimone della polizia minaccia di distruggere Dushane e Sully. Gem scopre cosa significa essere in debito e Jason si fa nemico a Summerhouse.

## Episodio 3
- Titolo originale: Episode 3
- Diretto da: Jonathan van Tulleken
- Scritto da: Ronan Bennett

### Trama
Mike e Sully lottano per sopravvivere mentre Rafe giura vendetta su di loro per aver rapito suo fratello, Jermaine. Sully ha pietà di Jason dopo aver assistito in prima persona alle lotte affrontate dai giovani. Ra'Nell tenta di proteggere Gem da Vincent. La polizia minaccia di distruggere il loro testimone se non collabora, mettendo in pericolo Dushane e Sully.

## Episodio 4
- Titolo originale: Episode 4
- Diretto da: Jonathan van Tulleken
- Scritto da: Ronan Bennett

### Trama
Lisa chiede aiuto a Dushane per trattare con Vincent, cercando anche di salvare i suoi affari. Dushane e Sully si riuniscono con l'intenzione di recuperare le droghe rubate dagli albanesi. Un colpevole Michael teme per la sua vita, Gem e suo padre devono far fronte a un cambiamento nello stile di vita e Dushane deve prendere misure drastiche nel disperato tentativo di tenere lui e Sully fuori di prigione.